# 1522 aux échecs
| Années des échecs : 1519 - 1520 - 1521 - 1522 - 1523 - 1524 - 1525    |
| Décennies des échecs : 1490 - 1500 - 1510 - 1520 - 1530 - 1540 - 1550 |

Cet article présente les faits marquants de l'année 1522 aux échecs.

## Événements majeurs
- Le clergé interdit la pratique du jeu d’échecs sous Vassili III, Grand-prince de Moscou[1].